# عزت كركوكلي
عزت باشا كركوكلي بن زينل بن علي هو سياسي عسكري عثماني ثم عراقي ولد في محلة صاري كهية بكركوك سنة 1869 وتوفي فيها في 20 تشرين الأول 1932.
يعود نسبه لأسرة صاري كهية في كركوك. أتم دراسته الأبتدائية في كركوك والرشيدية العسكرية في بغداد، ثم دخل المدرسة الحربية في أسطنبول وتخرج في صنف الخيالة سنة 1887، وعاد إلى العراق وهو برتبة ملازم أول وعين في هيئة ركن فرقة الخيالة في بغداد وأصبح في سنة 1907 برتبة أمير لواء لجدارته وخدماته الممتازة لا سيما في حسن تسوية المشاكل المتعلقة في حدود العراق الشرقية (بوه ولاهجان).
وفي 1909، عين وكيلا لقائد الفرقة الثانية عشرة نظامية المرابطة لمدة سنة ووكيلا لمتصرف كركوك بعد المتصرف محمد عون الله الكاظمي، ونقل إلى قيادة لواء الخيالة في بغداد مع تكليفه برئاسة مجلس العشائر الذي كان ينظر بحسم الدعاوي والتي تحدث مابين العشائر.
وفي 1913، عين عزت باشا قائدا للفرقة 37 المرابطة في البصرة وواليا عليها بالوكالة وكان صديقا حميما للسيد طالب باشا النقيب. ولقد أخبر الوزارة بفشل مساعيه لحمل السيد الطالب على مصالحة الحكومة فأعتبر طلعت بيك هذا الفشل تواطوءا بين عزت باشا والسيد طالب وأعتقد أن عزت باشا يدين بالمبادئ الجديدة ويؤمن بالنظام اللامركزي وأمر بنقله رتبته.
وفي الحرب العالمية الأولى وأستيلاء البريطانيين على الكوت في أيلول 1915، رسم عزت الكركوكلي خارطة المواقع الدفاعية وأشرف على تنفيذها اللواء المتقاعد العراقي فتاح باشا أنتهت بأول هزيمة للبريطانيين.
عند أنتهاء الحرب العالمية الأولى تقاعد وهو برتبة فريق وعاد ألى كركوك وكان له ديوان عامر ينزل فيه الضيوف من كل مكان.
وفي سنة 1920 أختير عزت باشا ممثلا عن كركوك في لجنة الأنتخابات العراقية للنظر في أنتخاب مجلس نيابي في العراق. ولما ألف السيد عبد الرحمن النقيب الكيلاني الحكومة العراقية المؤقتة في 25 تشرين الأول 1920، أسند إليه منصب وزير المعارف والصحة، ثم تسلم عزت باشا في 29 كانون الثاني 1921 منصب وزير النافعة بعد أن جعل عنوانها وزارة الأشغال والمواصلات، وعين لكل وزير عامل مستشار بريطاني يسيره ويوجهه.
وعين عند تشكيل الوزارة الثانية بتأريخ 21 أيلول 1921 وزيرا للأشغال والمواصلات، ثم أستقال وقبلت هذه الأستقاله في 1 نيسان 1922.
روى ساطع الحصري في مذكراته عن عزت باشا عندما كان وزيرا للنافعة قوله (كلمني بالتركية وقال:أنا في كل الوظائف التي توليتها قبلا كنت آمرا مطلقا وبعد أن صرت وزيرا هنا صار أمري لا يتعدى حدود هذا البارافان). وهو بذلك يعبر عن مدى تعاظم سلطة المستشارين البريطانيين التي جعلت من صلاحيات الوزير هامشية.
توفي عزت باشا في 20 تشرين الأول 1932 ودفن في كركوك.